# Fullerton (métro de Chicago)
Pour les articles homonymes, voir Fullerton.
Fullerton est une station aérienne du métro de Chicago située sur le tronçon de la North Side Main Line et qui est desservie par la ligne brune, la ligne rouge et par la ligne mauve en heure de pointe. 
Elle est composée de deux quais et de quatre voies, la ligne brune et la ligne mauve s’arrêtent sur les voies extérieures tandis que la ligne rouge s’arrête sur les quais intérieurs. 
La station se trouve dans le quartier de Lincoln Park à proximité du Lincoln Park Campus, de l'Université DePaul et du Biograph Theater.

## Histoire
Comme les stations Chicago, Sedgwick ou Armitage, Fullerton a ouvert ses portes le 2 juin 1900 dans le cadre de l’ouverture de Northwestern Elevated. 

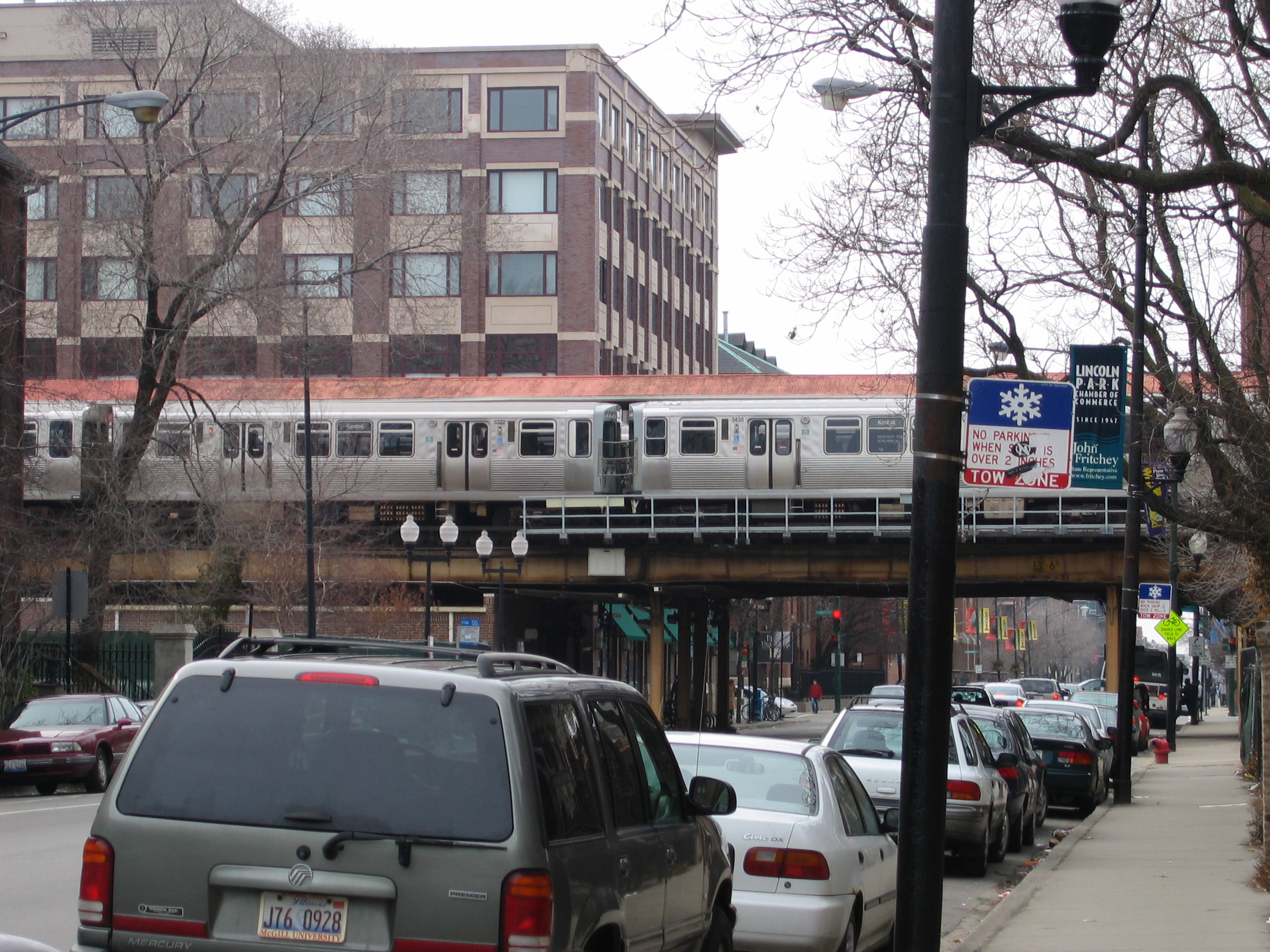
Vue de la station Fullerton depuis l'extérieur

Vue sa fréquentation croissante, Fullerton fut agrandie en 1920 et des sorties complémentaires furent ouverte en 1949 en même temps qu’une passerelle au-dessus des quais. 
La station originale fut démolie et fermée en décembre 1996 à la suite d'un incendie criminel et fut rouverte en février 1997. 
Dans le cadre de la reconstruction de la ligne brune, Fullerton fut agrandie afin de recevoir des rames de dix wagons (pour huit aux autres stations de la ligne) afin d’anticiper une augmentation de la capacité sur la ligne rouge.
La station Fullerton reconstruite est également accessible aux personnes à mobilité réduite. 
Fullerton reste ouverte 7j/7 et 24h/24 afin de servir la ligne rouge qui suit les mêmes horaires, elle a connu une augmentation de 1 % de sa fréquentation entre 2006 et 2007 et de 1,9 % entre 2007 et 2008 pour culminer à 3 563 740 annuels en 2008. C’est une des stations les plus fréquentées du métro de Chicago.

## Dessertes
| Nord/Ouest            |  |                                    |  | Sud/Est                              |
| --------------------- |  | ---------------------------------- |  | ------------------------------------ |
| Diversey vers Kimball |  | ligne brune                        |  | Armitage vers Kimball via Clark/Lake |
| Diversey vers Linden  |  | ligne mauve (heures de pointe) (d) |  | Armitage vers Linden via Clark/Lake  |
| Belmont vers Howard   |  | ligne rouge                        |  | North/Clybourn vers 95th/Dan Ryan    |
| modifier sur Wikidata |  |                                    |  |                                      |

## Correspondances avec le bus
Avec les bus de la Chicago Transit Authority :
- #11 Lincoln/Sedgwick
- #74 Fullerton